# Języki zachodniobałtyckie
Języki zachodniobałtyckie – grupa trzech wymarłych języków bałtyckich: staropruskiego, jaćwińskiego i galindyjskiego.